# La Prisonnière (sculpture)
La Prisonnière est une sculpture en plâtre ou bronze de Ossip Zadkine, réalisée en 1943 à New York.

## Condition de création
Cette sculpture est réalisée par Zadkine durant son exil aux États-unis ; départ contraint par ses ascendances juives en 1941. Cette œuvre est réalisée à New York fin 1943, d'abord sous forme de maquette, puis en plâtre sur armature de fer. Achevée en décembre 1943, la Prisonnière est exposée dans un galerie new-yorkaise dès janvier 1944.
Le journal de l'artiste témoigne de la douleur de son exil et de la situation de la France occupée, qu'il connait au travers des courriers de son épouse Valentine Prax restée en France. Il y écrit le soir de l'achèvement de l'œuvre :  « En [la] modelant j'avais des soupçons, des appréhensions, des peurs, même, de tomber dans le littéraire, dans la petite illustration [...] mais je continuais, car le désir de "parler" de la chose autour de nous était le plus fort. [...] Tout en me demandant où j'allais, je sentais tout le temps qu'il fallait que je fasse cette sculpture. Absolument. En la créant, je répondais, à ma façon, à un monde terriblement cuisant de questions, de regrets, de reproches et amères réflexions sur ma vie ici aux États-unis. [...] La Prisonnière est une tentative de parler franc et simple, à tout le monde, de ce qu'est la France en ce moment. Il m'est impossible de ne pas en parler, hurler, gueuler même ».

## Description
Typique du cubisme, la sculpture représente une figure féminine sous trois aspects : pleureuse à l'arrière, douleur muette au milieu et figure de proue à l'avant.

## Interprétation
Il s'agit d'une allégorie de la France occupée.

## Lieux de conservation et d'exposition

### Musée des beaux-arts de Lyon
Un exemplaire est conservé au musée des beaux-arts de Lyon ; une épreuve de 1956, acquise sous la demande du directeur du musée René Jullian malgré les réticences du conseil municipal. Cette sculpture a fait partie des expositions d'Osnabrück de 2008-2009 « Die verborgene Spur. Jüdische wege durch die Moderne » et de Lyon de 2009-2010 « Picasso, Matisse, Dubuffet, Bacon... Les modernes s'exposent ».

### Musée Zadkine
Le musée Zadkine possède un esquisse en terre cuite et une édition en bronze. 

### Musée Wallraf Richartz
Le musée de Cologne possède un exemplaire en bronze.